# Zaja Pandita
Zaja Pandita, také Namchajdžamc (mongolsky Зая Бандид, Dzaja bandid, 1599–1662) byl ojratský buddhistický mnich a učenec, tvůrce psané kultury ojratských Mongolů, zvlášť Kalmyků.
Byl mladší syn drobného chošúdského knížete, který se rozhodl po konverzi k buddhismu nasměrovat Zaju na duchovní dráhu. Zaja putoval na studie do Lhasy u Lozangu Čhökji Gjalcchäna. Opustil Tibet roku 1638 a začal se věnovat misionářské činnosti mezi kmeny Mongolů. Ve 40. letech 17. století prosazoval panmongolskou myšlenku mezi Ojraty a Chalchy, jako misionář se dostal až mezi nejzápadnější mongolské Kalmyky. Pro potřeby své misionářské činnosti přeložil na 186 tibetských textů do jazyka Ojratů a Kalmyků a v průběhu této činnosti vytvořil roku 1648 zvláštní písmo todo bičig odvozené z mongolského písma.